# Čong Mong-džu

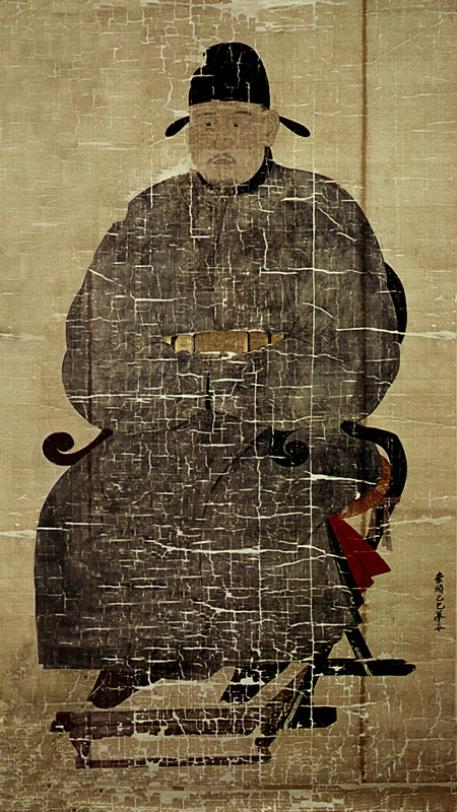
Čong Mong-džu

Čong Mong-džu, korejsky 정몽주, také známý pod pseudonymem Pcho Un, 포은 (22. listopadu 1337 – 4. dubna 1392), byl ministr a učenec během pozdního období korejské dynastie Korjo. Oddaně sloužil posledním králům odchozí dynastie Korjo (918-1392). Byl obratným diplomatem, ale nejvíce ho proslavilo jako básnické umění a oddanost k zanikajícímu království.

## Dílo
Jeho nejznámější básní je Tanšimga. Má 34 slabik a je napsána znaky hanča, tj. klasickou čínštinou. Autor ji napsal poté, co generál I Song-gje v roce 1392 uchopil moc a nastolil – na dalších 500 let – novou královskou dynastii Čoson. Ale Čong byl do konce svých dnů věrný dynastii Korjo. Své city vetknul do básně a to ho stálo život. Jistý čas po své smrti byl prohlášen právě dynastií Čoson za „svatého“. Dnes je Tanšimga považována za báseň, která nejlépe charakterizuje věrnost – jednu z největších ctností korejského národa.

## Tanšimga
Původní text napsaný ve znacích (hanča) s korejskou výslovností:
此身死了死了(차신사료사료) čha-šin-sa-rjo-sa-rjo

一百番更死了(일백번갱사료) il-bäk-bon-käng-sa-rjo

白骨爲塵土(백골위진토) pek-kol-wi-džin-tho

魂魄有也無(혼백유야무) hon-bäk-ju-ja-mu

向主一片丹心(향주일편단심) hjang-džu-il-phjon-tan-šin

寧有改理也歟(녕유개리야여) jong-ju-kä-ri-ja-jo
Korejská varianta původního textu (abeceda hangul) a český přepis:
이몸이 죽고 죽어 (I momi čukko čugo)

일백번 고처 죽어 (ilbäk-bon kočho čugo)

백골이 진토 되어 (päkkori čintho dweo)

넋이라도 있고 없고 (nokširado ikko opko)

임 향한 일편 단심 (im hjanghan ilphjon tanšim)

기실 수 있으랴 (kašil su issürja)
Český překlad:
I kdyby zemřel jsem,

duši stokrát vypustil

a z mých bílých kostí

pouze prach tu po mně zůstal,

zda mé srdce Tobě věrné, pane,

mohl by někdo proměnit?